# ルドルフ・ジメック
ルドルフ・ジメック（Rudolf Simek、1954年2月21日 -、ブルゲンラント州アイゼンシュタット）は、オーストリアのドイツ学者、文献学者。
ジメックはウィーン大学でドイツ文学、哲学、カトリック神学を学んだ。その後、同大学で司書と講師 (Docent) の職に就いた。他にエディンバラ大学、トロムソ大学、シドニー大学で教えていた。1995年からはボン大学でドイツ学の教授に就任。雑誌『Studia Midievalia Septentrionalia（中世北欧研究）』の編集長も務めている。北欧神話の研究も行っている。

## 著作
ジメックはサガ集成のドイツ語訳のうち5巻分を翻訳した。また、ゲルマン人の歴史やヴァイキング時代、ゲルマン人の神話に関する雑誌論文や書籍も数多く著している。主な著作には以下のものがある。
- 『Lexikon der germanischen Mythologie（ゲルマン神話事典）』（Stuttgart、Kröner、1984年、ISBN 3-520-36801-3） - 英語（Angela Hall 訳、ISBN 0859915131）、フランス語、アイスランド語に翻訳されている。
- 『Lexikon der altnordischen Literatur（古ノルド文学事典）』（Hermann Pálsson との共著、Stuttgart、Kröner、1987年、ISBN 3-520-49001-3）
- 『Altnordische Kosmographie. Studien und Quellen zu Weltbild und Weltbeschreibung in Norwegen und Island vom 12. bis zum 14. Jahrhundert（古代北欧の宇宙誌——12-14世紀のノルウェーとアイスランドにおける世界像と世界の記述に関する研究と資料）』（Berlin/New York、de Gruyter、1990年、ISBN 3-11-012181-6。『Reallexikon der germanischen Altertumskunde』Ergänzungsbände, Bd. 4（『ゲルマン古代研究大事典』別冊第4巻））
- 『Erde und Kosmos im Mittelalter（中世の天地）』（München、C.H. Beck、1992年、ISBN 3-406-35863-2） - Google ブックス
- 『Die Wikinger（ヴァイキング）』（München、C.H. Beck、1998年、ISBN 3-406-41881-3） - スペイン語に翻訳されている。
- 『Religion und Mythologie der Germanen（ゲルマン人の宗教と神話）』（Stuttgart、Theiss、2003年、ISBN 3-8062-1821-8）
- 『Götter und Kulte der Germanen（ゲルマン人の神々と儀式）』（München、C.H. Beck、2004年、ISBN 3-406-50835-9）
- 『Runes, Magic and Religion: A Sourcebook（ルーン文字・呪術・信仰——原典資料）』（John McKinnel、Klaus Düwel との共著。Wien、Fassbaender、2004年、ISBN 978-3900538811）
- 『Mittelerde — Tolkien und die germanische Mythologie（中つ国——トールキンとゲルマン神話）』（München、C.H. Beck、2005年、ISBN 3-406-52837-6）
- 『Der Glaube der Germanen（ゲルマン人の信仰）』（Limburg und Kevelaer、Lahn-Verlag、2005年、ISBN 3-7867-8495-7）
- 『Die Germanen（ゲルマン人）』（Stuttgart、Reclam、2006年、ISBN 3-15-017051-6）